# Jean Viale
Pas d'image ? Cliquez ici
Jean Viale est un pilote automobile français.

## Carrière
Dans sa carrière de pilote, Jean Viale a participé à des courses de Grand Prix et aux courses de voitures de sport. Il a participé aux 24 Heures du Mans en 1934, 1935, 1937 et 1938. Il franchit la ligne d'arrivée pour la première fois en 1937, remportant la catégorie 0,75 litre et se classant 17e du classement général au volant d’une Simca 5 de l’écurie Gordini, associé à Albert Alin. En 1938, il se classe à la 8e place de la catégorie 1.1.